# Memphis Grizzlies 2003-2004
La stagione 2003-04 dei Memphis Grizzlies fu la 9ª nella NBA per la franchigia.
I Memphis Grizzlies arrivarono quarti nella Midwest Division della Western Conference con un record di 50-32. Nei play-off persero al primo turno con i San Antonio Spurs (4-0).

## Roster
| N° | Naz.                   | Ruolo | Sportivo        | Anno | Alt. | Peso |
| -- | ---------------------- | ----- | --------------- | ---- | ---- | ---- |
| 0  | Stati Uniti (bandiera) | A     | Theron Smith    | 1980 | 203  | 102  |
| 1  | Stati Uniti (bandiera) | G     | Wesley Person   | 1971 | 198  | 88   |
| 2  | Stati Uniti (bandiera) | G     | Jason Williams  | 1975 | 185  | 86   |
| 3  | Stati Uniti (bandiera) | G     | Troy Bell       | 1980 | 185  | 82   |
| 4  | Stati Uniti (bandiera) | A     | Stromile Swift  | 1979 | 206  | 102  |
| 6  | Stati Uniti (bandiera) | GA    | Bonzi Wells     | 1976 | 196  | 95   |
| 12 | Grecia (bandiera)      | C     | Jake Tsakalidīs | 1979 | 218  | 129  |
| 16 | Spagna (bandiera)      | AC    | Pau Gasol       | 1980 | 213  | 103  |
| 25 | Stati Uniti (bandiera) | G     | Earl Watson     | 1979 | 185  | 88   |
| 30 | Stati Uniti (bandiera) | G     | Dahntay Jones   | 1980 | 198  | 95   |
| 31 | Stati Uniti (bandiera) | A     | Shane Battier   | 1978 | 203  | 100  |
| 33 | Stati Uniti (bandiera) | A     | Mike Miller     | 1980 | 203  | 99   |
| 40 | Stati Uniti (bandiera) | A     | Ryan Humphrey   | 1979 | 203  | 107  |
| 41 | Stati Uniti (bandiera) | GA    | James Posey     | 1977 | 203  | 98   |
| 42 | Stati Uniti (bandiera) | AC    | Lorenzen Wright | 1975 | 211  | 102  |
| 45 | Stati Uniti (bandiera) | A     | Bo Outlaw       | 1971 | 203  | 95   |

## Staff tecnico
- Allenatore: Hubie Brown
- Vice-allenatori: Tony Barone, Brendan Brown, Lionel Hollins, Hal Wissel